# Araneus parvus
Araneus parvus este o specie de păianjeni din genul Araneus, familia Araneidae. A fost descrisă pentru prima dată de Karsch, 1878.
Este endemică în South Australia. Conform Catalogue of Life specia Araneus parvus nu are subspecii cunoscute.